# The Ring (franchise)
Ring (リング?, Ringu), noto anche come The Ring, è un media franchise giapponese, successivamente adattato per gli anglofoni, basato sulla serie di romanzi scritta da Kōji Suzuki. Il franchise include otto film giapponesi, due serie televisive, sei adattamenti manga, tre remake in lingua inglese, un remake coreano e due videogiochi (The Ring: Terror's Realm e Ring: Infinity).
I film ruotano attorno ad una videocassetta maledetta che uccide dopo sette giorni chiunque la guardi. La videocassetta è stata creata da una psichica, Sadako Yamamura, che è stata uccisa dal padre adottivo e gettata in un pozzo. Dopo la sua presunta morte, è tornata come un serial killer spettrale, uccidendo chiunque non riesca a copiare e quindi inviare la videocassetta a qualcun altro entro una scadenza di sette giorni (limitata ad una scadenza di due giorni in La battaglia dei demoni).

## Media giapponesi

### Romanzi
Il franchise è iniziato con il romanzo del 1991 Ring di Kōji Suzuki. È stato il primo di una trilogia, proseguita con Spiral (1995) e Loop (1998).
Sono stati pubblicati diversi romanzi successivi basati su Ring: Birthday (1999), che contiene un prequel di Ring, un epilogo di Loop e descrive nel dettaglio cosa è successo ad un personaggio chiave in Spiral, S (2012) e Tide (2013).

### Film
Nel 1998, Hideo Nakata ha realizzato un nuovo adattamento giapponese del libro nel suo film Ring, dando formale inizio al franchise. Il sequel originale di questo film era The Spiral, un adattamento di Spiral (il sequel di Suzuki del suo libro Ring). Tuttavia, a causa della scarsa ricezione, nel 1999 è stato realizzato un nuovo sequel, Ring 2, che continuava la trama di Ring, ma non era basato sui libri di Suzuki. Questo è stato seguito da un prequel del 2000, Ring 0: The Birthday, basato sul racconto Lemon Heart del libro di Suzuki del 1999, Birthday. Questi film hanno approfondito un mito unico e diverso che circonda Sadako Yamamura e la videocassetta maledetta. Questi cambiamenti hanno portato il franchise a raggiungere uno status di film di culto, sia a livello nazionale che internazionale, rendendo popolare il genere horror giapponese nel suo insieme e il tropo yūrei dai capelli neri.
Nel 2012 è stato realizzato il film Sadako 3D, tratto dal romanzo Esu di Suzuki, e nel 2013 è stato realizzato Sadako 3D 2, continuando la linea temporale di Spiral.
Sadako è uscito il 24 maggio 2019, con Hideo Nakata che torna come regista. Questo segna la prima voce nella sua linea temporale dai tempi di Ring 2, uscito 20 anni prima.
| Timeline di Hideo Nakata    | Timeline di The Spiral |
| --------------------------- | ---------------------- |
| Ring 0: The Birthday (2000) |                        |
| Ring (1998)                 |                        |
| Ring 2 (1999)               | The Spiral (1998)      |
| Sadako (2019)               | Sadako 3D (2012)       |
|                             | Sadako 3D 2 (2013)     |
|                             | Sadako DX (2022)       |

### Televisione
Il primo adattamento di Ring è stato il film televisivo giapponese Ring (titolato Ring: Kanzenban per l'uscita in home video), realizzato nel 1995. Nonostante non abbia avuto il successo e il riconoscimento dei film successivi, resta l'adattamento più fedele al romanzo di Suzuki.
Ring: The Final Chapter è una serie autonoma di 12 episodi trasmessa nel 1999 ed è vagamente basata sul romanzo originale Ring. Non è collegato ai film o al precedente adattamento televisivo.
Nello stesso anno è stata realizzata una serie televisiva sequel intitolata Rasen, composta da 13 episodi.

### Crossover
Nel 2016 venne realizzato La battaglia dei demoni, diretto da Kōji Shiraishi, un crossover della serie di film horror Ju-on, anche se non canonico per nessuna delle due linee temporali, poiché la scadenza per la videocassetta è di 2 giorni anziché 7. In esso fa la sua comparsa Sadakaya, un fantasma che è il risultato dalla fusione di Sadako e l'antagonista di Ju-on Kayako Saeki.

### Manga
Diverse serie manga sono state pubblicate da Kadokawa Shoten basate sui film. Il secondo adattamento manga è una serie in due volumi basata sul primo romanzo. Il manga è stato scritto da Hiroshi Takahashi e disegnato da Misao Inagaki. Entrambi i volumi sono stati pubblicati il 21 gennaio 1999. La Dark Horse Comics ha compilato i primi due volumi e ha pubblicato una versione in lingua inglese il 12 novembre 2003.
Il terzo adattamento, scritto da Hiroshi Takahashi e illustrato da Meimu, è stato pubblicato il 3 febbraio 1999. La Dark Horse Comics lo ha pubblicato il 19 maggio 2004 come secondo volume della serie manga the Ring.
Il quarto adattamento, intitolato Spiral (らせん,?, Rasen), è basato sull'omonimo romanzo e film. Il manga è stato scritto da Koji Suzuki, illustrato da Sakura Mizuki, e pubblicato il 10 settembre 1999. La Dark Horse lo ha pubblicato il 18 agosto 2004 come volume 3 del manga The Ring.
Il quinto adattamento, intitolato Birthday (バースデイ,?, Bāsudei), è basato sull'omonimo romanzo e film. Il manga è stato scritto da Hiroshi Takahashi, illustrato da Meimu e pubblicato il 22 dicembre 1999. La Dark Horse Comics lo ha pubblicato il 3 novembre 2004 come volume 4 della serie manga the Ring.
Il sesto, intitolato Ring 0, è stato anch'esso scritto da Hiroshi Takahashi e illustrato da Meimu, e pubblicato il 28 gennaio 2000. La Dark Horse Comics lo ha pubblicato il 30 marzo 2005 come "Volume 0" della serie manga the Ring.

## Remake coreano
Ring è stato il primo remake ad essere realizzato, nel 1999. Nel film, Sadako viene ribattezzata Park Eun-suh ed è un ermafrodita, a differenza della Sadako biologicamente femminile nei film. Sebbene il film abbia copiato più scene di Ring, è, come Ring: Kanzenban, molto fedele alla serie di romanzi originale.

## Film statunitensi
Nel 2002 è stato realizzato un remake in lingua inglese, intitolato The Ring, in cui Sadako viene ribattezzata Samara Morgan, ed è una preadolescente anziché una donna adolescente. The Ring è stato uno dei remake horror di maggior incasso, il suo incasso al botteghino ha superato quello di Ring. Sono stati realizzati due sequel, compreso un cortometraggio.

### The Ring(2002)
La giornalista Rachel Keller indaga su una videocassetta che potrebbe aver ucciso quattro adolescenti (inclusa sua nipote). C'è una leggenda metropolitana su questo nastro: lo spettatore morirà sette giorni dopo averlo visto. Se la leggenda è corretta, Rachel deve lottare contro il tempo per salvare la propria vita e quella di suo figlio.

### Rings(2005)
Jake Pierce, un giovane adolescente, guarda una videocassetta maledetta dopo essersi unito a una setta di adolescenti chiamata "Rings".

### The Ring 2(2005)
Lo studente delle superiori Jake Pierce cerca di far vedere alla sua ragazza Emily la videocassetta maledetta. Dopo aver scoperto che Emily si è coperta gli occhi e non ha guardato il nastro, viene ucciso da Samara Morgan dal primo film. Rachel Keller viene a sapere della morte di Jake e si rende conto che deve salvare suo figlio Aidan da Samara.

### The Ring 3(2017)
Julia si preoccupa per il suo ragazzo quando egli esplora una sottocultura oscura che circonda una misteriosa videocassetta che si dice uccida dopo sette giorni chiunque la guardi. Si sacrifica per salvare il suo ragazzo e quindi fa una scoperta orribile: c'è un "film nel film" che nessuno ha mai visto prima.

### In futuro
Nel settembre 2019, il regista di The Grudge, Nicolas Pesce, ha espresso interesse per realizzare un film crossover tra The Grudge e la serie di film in lingua inglese The Ring.

## Cast e crew giapponese

### Cast

#### Timeline di Hideo Nakata (1998–2019)
| Personaggio           | Ring 0: The Birthday | Ring              | Ring 2                  | Sadako            |
| Personaggio           | 2000                 | 1998              | 1999                    | 2019              |
| --------------------- | -------------------- | ----------------- | ----------------------- | ----------------- |
| Sadako Yamamura       | Yukie Nakama         | Rie Inō           | Rie InōMebuki TsuchidaY | Himeka Himejima   |
| Shizuko Yamamura      | Masako               | Masako            | Masako                  | Masako            |
| Takashi Yamamura      | Mahito Ohba          | Yoichi Numata     | Yoichi Numata           |                   |
| Dr. Heihachiro Ikuma  | Daisuke Ban          | Daisuke Ban       |                         |                   |
| Masami Kurahashi      |                      | Hitomi Satō       | Hitomi Satō             | Hitomi Satō       |
| Reiko Asakawa         |                      | Nanako Matsushima | Nanako Matsushima       |                   |
| Ryuji Takayama        |                      | Hiroyuki Sanada   | Hiroyuki Sanada         |                   |
| Yoichi Asakawa        |                      | Rikiya Otaka      | Rikiya Otaka            |                   |
| Mai Takano            |                      | Miki Nakatani     | Miki Nakatani           |                   |
| Hiroshi Toyama        | Seiichi Tanabe       |                   |                         |                   |
| Etsuko Tachihara      | Kumiko Asō           |                   |                         |                   |
| Yusaku Shigemori      | Takeshi Wakamatsu    |                   |                         |                   |
| Wataru Kuno           | Ryushi Mizukami      |                   |                         |                   |
| Aiko Hazuki           | Kaoru Okunuki        |                   |                         |                   |
| Togashi               | Yasuji Kimura        |                   |                         |                   |
| Mrs. Sudo             | Kazue Tsunogae       |                   |                         |                   |
| Kaoru Arima           | Atsuko Takahata      |                   |                         |                   |
| Akiko Miyaji          | Yoshiko Tanaka       |                   |                         |                   |
| Tomoko Ōishi          |                      | Yūko Takeuchi     |                         |                   |
| Yoshino               |                      | Yutaka Matsushige |                         |                   |
| Kōichi Asakawa        |                      | Katsumi Muramatsu |                         |                   |
| Kanae Sawaguchi       |                      |                   | Kyōko Fukada            |                   |
| Okazaki               |                      |                   | Yūrei Yanagi            |                   |
| Ishi Kawajiri         |                      |                   | Fumiyo Kohinata         |                   |
| Detective Keiji Omuta |                      |                   | Kenjirō Ishimaru        |                   |
| Mayu Akikawa          |                      |                   |                         | Elaiza Ikeda      |
| Yusuke Ishida         |                      |                   |                         | Takashi Tsukamoto |
| Kazuma Akikawa        |                      |                   |                         | Hiroya Shimizu    |
| Minoru Fujii          |                      |                   |                         | Ren Kiriyama      |
| Hatsuko Sobue         |                      |                   |                         | Rie Tomosaka      |

#### Timeline diThe Spiral(1998–2013)
| Personaggio                | Ring 0: The Birthday | Ring              | The Spiral                 | Sadako 3D                  | Sadako 3D 2      |
| Personaggio                | 2000                 | 1998              | 1998                       | 2012                       | 2013             |
| -------------------------- | -------------------- | ----------------- | -------------------------- | -------------------------- | ---------------- |
| Sadako Yamamura            | Yukie Nakama         | Rie Inō           | Hinako SaekiMiki NakataniP | Ai Hashimoto               | Satomi IshiharaP |
| Shizuko Yamamura           | Masako               | Masako            | Masako                     |                            |                  |
| Dr. Heihachiro Ikuma       | Daisuke Ban          | Daisuke Ban       | Daisuke Ban                |                            |                  |
| Takashi Yamamura           | Mahito Ohba          | Yoichi Numata     | Yoichi Numata              |                            |                  |
| Ryuji Takayama             |                      | Hiroyuki Sanada   | Hiroyuki Sanada            |                            |                  |
| Mai Takano                 |                      | Miki Nakatani     | Miki Nakatani              |                            |                  |
| Reiko Asakawa              |                      | Nanako Matsushima | Menzionate                 |                            |                  |
| Yoichi Asakawa             |                      | Rikiya Otaka      | Menzionate                 |                            |                  |
| Takanori Ando              |                      |                   | Ryûichi SugaharaY          | Kōji Seto                  | Kōji Seto        |
| Detective Kirokui Nakamura |                      |                   | Tsutomu Takahashi          | Tsutomu Takahashi          |                  |
| Akane Ayukawa              |                      |                   |                            | Satomi IshiharaYuna TairaY | Satomi Ishihara  |
| Seiji Kashiwada            |                      |                   |                            | Yūsuke Yamamoto            | Yūsuke Yamamoto  |
| Detective Yugo Koiso       |                      |                   |                            | Ryosei Tayama              | Ryosei Tayama    |
| Hiroshi Toyama             | Seiichi Tanabe       |                   |                            |                            |                  |
| Etsuko Tachihara           | Kumiko Asō           |                   |                            |                            |                  |
| Yusaku Shigemori           | Takeshi Wakamatsu    |                   |                            |                            |                  |
| Wataru Kuno                | Ryushi Mizukami      |                   |                            |                            |                  |
| Aiko Hazuki                | Kaoru Okunuki        |                   |                            |                            |                  |
| Togashi                    | Yasuji Kimura        |                   |                            |                            |                  |
| Mrs. Sudo                  | Kazue Tsunogae       |                   |                            |                            |                  |
| Kaoru Arima                | Atsuko Takahata      |                   |                            |                            |                  |
| Akiko Miyaji               | Yoshiko Tanaka       |                   |                            |                            |                  |
| Masami Kurahashi           |                      | Hitomi Satō       |                            |                            |                  |
| Tomoko Ōishi               |                      | Yūko Takeuchi     |                            |                            |                  |
| Yoshino                    |                      | Yutaka Matsushige |                            |                            |                  |
| Kōichi Asakawa             |                      | Katsumi Muramatsu |                            |                            |                  |
| Mitsuo Ando                |                      |                   | Kōichi Satō                |                            |                  |
| Miyashita                  |                      |                   | Shingo Tsurumi             |                            |                  |
| Maekawa Keibuho            |                      |                   | Shigemitsu Ogi             |                            |                  |
| Yoshino                    |                      |                   | Yutaka Matsushige          |                            |                  |
| Kobayashi                  |                      |                   | Naoaki Manabe              |                            |                  |
| Funakoshi                  |                      |                   | Naoto Adachi               |                            |                  |
| Rieko Ando                 |                      |                   | Eri Kakurai                |                            |                  |
| Junsa Bucho                |                      |                   | Masanobu Yada              |                            |                  |
| Kansatsui Joshu            |                      |                   | Ryûma Uchida               |                            |                  |
| Shashin Gakari             |                      |                   | Kozo Sato                  |                            |                  |
| Department Store Manager   |                      |                   | Kōji SuzukiC               |                            |                  |
| Risa Kitayama              |                      |                   |                            | Hikari Takara              |                  |
| Enoki                      |                      |                   |                            | Shōta Sometani             |                  |
| Noriko Morisaki            |                      |                   |                            | Yoko Kita                  |                  |
| Fuko Ando                  |                      |                   |                            |                            | Miori Takimoto   |
| Fumika Kamimura            |                      |                   |                            |                            | Itsumi Osawa     |
| Nagi Ando                  |                      |                   |                            |                            | Kokoro Hirasawa  |
| Mitsugi Kakiuchi           |                      |                   |                            |                            | Takeshi Onishi   |

### Crew
| Crew/Dettagli              | Ring 0: The Birthday                                                 | Ring | The Spiral                                                 | Ring 2                                                                                        | Sadako 3D | Sadako 3D 2                                                            | Sadako                                                          |
| Crew/Dettagli              | 2000                                                                 | 1998 | 1998                                                       | 1999                                                                                          | 2012 | 2013                                                                   | 2019                                                            |
| -------------------------- | -------------------------------------------------------------------- | --- | ---------------------------------------------------------- | --------------------------------------------------------------------------------------------- | --- | ---------------------------------------------------------------------- | --------------------------------------------------------------- |
| Regista                    | Norio Tsuruta                                                        | Hideo Nakata | Jōji Iida                                                  | Hideo Nakata                                                                                  | Tsutomu Hanabusa | Tsutomu Hanabusa                                                       | Hideo Nakata                                                    |
| Produttore/i               | Takashige Ichise Masao Nagai Shinji Ogawa                            | Takashige Ichise Shin'ya Kawai Takenori Sentō                                                                              | Takashige Ichise Shin'ya Kawai Takenori Sentō              | Takashige Ichise Makoto Ishihara                                                              | Reiko Imayasu Takeshi Kobayashi Atsuyuki Shimoda | Reiko Imayasu                                                          | ?                                                               |
| Scrittore/i                | Sceneggiatura di Hiroshi Takahashi Basata su Birthday di Kōji Suzuki | Sceneggiatura di Hiroshi Takahashi Basata su Ring di Kōji Suzuki                                                           | Sceneggiatura di Jōji Iida Basata su Spiral di Kōji Suzuki | Sceneggiatura di Hiroshi Takahashi Storia di Kōji Suzuki                                      | Sceneggiatura di Yoshinobu Fujioka Tsutomu Hanabusa Basata su Esu di Kōji Suzuki | Sceneggiatura di Daisuke Hosaka Noriaki Sugihara Storia di Kōji Suzuki | Sceneggiatura di Noriaki Sugihara Basata su Tide di Kōji Suzuki |
| Compositore                | Shin'ichirō Ogata                                                    | Kenji Kawai | La Finca                                                   | Kenji Kawai                                                                                   | Kenji Kawai | Kenji Kawai                                                            | ?                                                               |
| Direttore della fotografia | Takahide Shibanushi                                                  | Jun'ichirō Hayashi | Makoto Watanabe                                            | Hideo Yamamoto                                                                                | Nobushige Fujimoto | ?                                                                      | ?                                                               |
| Montatore/i                | Hiroshi Sunaga                                                       | Nobuyuki Takahashi | Hirohide Abe                                               | Nobuyuki Takahashi                                                                            | ? | ?                                                                      | ?                                                               |
| Case di produzione         | Toho                                                                 | Basara Pictures Toho Imagica Asmik Ace Entertainment Kadokawa Shoten Publishing Co. Omega Project Pony Canyon Toho Company | Basara Pictures Imagica                                    | Kadokawa Shoten Publishing Co. Ring 2 Production Group Asmik Ace Entertainment Oz Productions | Kadokawa Pictures Kansai Telecasting Okayama Broadcasting Company Shizuoka Telecasting Television Shin-Hiroshima System Tohokushinsha Film Corporation Tokai Television Broadcast Company | Kadokawa Pictures Tohokushinsha Film Corporation                       | Kadokawa                                                        |
| Distributore               | Toho Company                                                         | Toho Company | Toho Company                                               | Toho Company                                                                                  | Kadokawa Pictures | Kadokawa Shoten Publishing Co.                                         | Kadokawa                                                        |
| Data di uscita             | 22 gennaio 2000                                                      | 31 gennaio 1998 | 31 gennaio 1998                                            | 23 gennaio 1999                                                                               | 12 maggio 2012 | 30 agosto 2013                                                         | 24 maggio 2019                                                  |
| Durata                     | 99 minuti                                                            | 96 minuti | 97 minuti                                                  | 95 minuti                                                                                     | 96 minuti | 96 minuti                                                              | 99 minuti                                                       |

## Cast e crew americane

### Cast
| Personaggio                 | Film principali  | Film principali                      | Film principali                      | Film principali                      | Cortometraggio         |
| Personaggio                 | The Ring         | The Ring 2                           | The Ring 2                           | The Ring 3                           | Rings                  |
| Personaggio                 | 2002             | 2005                                 | 2005                                 | 2017                                 | 2005                   |
| --------------------------- | ---------------- | ------------------------------------ | ------------------------------------ | ------------------------------------ | ---------------------- |
| Samara Morgan               | Daveigh Chase    | Daveigh ChaseA                       | Daveigh ChaseA                       | Daveigh ChaseA                       | Kelly Stables          |
| Samara Morgan               | Daveigh Chase    | David DorfmanP                       | Bonnie Morgan                        | Bonnie Morgan                        | Kelly Stables          |
| Samara Morgan               | Kelly Stables    | David DorfmanP                       | Kelly Stables                        | Zoe PessinVMatilda LutzP             | Kelly Stables          |
| Samara Morgan               | Kelly Stables    | Caitlin MavromatesY                  | Caitlin MavromatesY                  | Caitlin MavromatesA                  | Kelly Stables          |
| Anna Morgan                 | Shannon Cochran  | Shannon CochranA                     | Shannon CochranA                     | Shannon CochranA                     | Shannon CochranA       |
| Rachel Keller               | Naomi Watts      | Naomi Watts                          | Naomi Watts                          |                                      | Menzionata             |
| Aidan Keller                | David Dorfman    | David Dorfman                        | David Dorfman                        |                                      |                        |
| Noah Clay                   | Martin Henderson |                                      |                                      |                                      |                        |
| Richard Morgan              | Brian Cox        |                                      |                                      |                                      |                        |
| Ruth Embry                  | Lindsay Frost    |                                      |                                      |                                      |                        |
| Katherine "Katie" Embry     | Amber Tamblyn    |                                      |                                      |                                      |                        |
| Rebecca "Becca" Kotler      | Rachael Bella    |                                      |                                      |                                      |                        |
| Evelyn Borden (nata Osorio) |                  | Sissy SpacekMary Elizabeth WinsteadY | Sissy SpacekMary Elizabeth WinsteadY | Kayli CarterMary Elizabeth WinsteadA |                        |
| Jake Pierce                 |                  | Ryan Merriman                        | Ryan Merriman                        |                                      | Ryan Merriman          |
| Emily                       |                  | Emily VanCamp                        | Emily VanCamp                        |                                      | Emily VanCamp          |
| Eddie                       |                  | Justin AllenVC                       | Justin AllenVC                       |                                      | Justin Allen           |
| Max Rourke                  |                  | Simon Baker                          | Simon Baker                          |                                      |                        |
| Dr. Emma Temple             |                  | Elizabeth Perkins                    | Elizabeth Perkins                    |                                      |                        |
| Galen Burke                 |                  | Menzionato                           | Menzionato                           | Vincent D'Onofrio                    |                        |
| Julia                       |                  |                                      |                                      | Matilda Lutz                         |                        |
| Holt Anthony                |                  |                                      |                                      | Alex Roe                             |                        |
| Gabriel Brown               |                  |                                      |                                      | Johnny Galecki                       |                        |
| Skye Johnston               |                  |                                      |                                      | Aimee Teegarden                      |                        |
| Carter                      |                  |                                      |                                      | Zach Roerig                          |                        |
| Faith                       |                  |                                      |                                      | Laura Slade Wiggins                  |                        |
| Kelly                       |                  |                                      |                                      | Lizzie Brocheré                      |                        |
| Vanessa                     |                  |                                      |                                      |                                      | Alexandra Breckenridge |
| Timothy "Tim" Rivers        |                  |                                      |                                      |                                      | Josh Wise              |

### Crew
| Crew/Dettagli              | Film principali                                             | Film principali                          | Film principali | Cortometraggio                                             |
| Crew/Dettagli              | The Ring                                                    | The Ring 2                               | The Ring 3 | Rings                                                      |
| Crew/Dettagli              | 2002                                                        | 2005                                     | 2017 | 2005                                                       |
| -------------------------- | ----------------------------------------------------------- | ---------------------------------------- | --- | ---------------------------------------------------------- |
| Regista                    | Gore Verbinski                                              | Hideo Nakata                             | F. Javier Gutiérrez | Jonathan Liebesman                                         |
| Produttore/i               | Walter F. Parkes Laurie MacDonald                           | Walter F. Parkes Laurie MacDonald        | Walter F. Parkes Laurie MacDonald | Jeanette Volturno Arnon Manor                              |
| Scrittore/i                | Sceneggiatura di Ehren Kruger Basata su Ring di Kōji Suzuki | Ehren Kruger                             | Sceneggiatura di David Loucka Jacob Aaron Estes Akiva Goldsman Storia di David Loucka Jacob Aaron Estes Basata su Spiral di Kōji Suzuki | Sceneggiatura di Ehren Kruger Storia di Jonathan Liebesman |
| Compositore                | Hans Zimmer                                                 | Henning Lohner Martin Tillman            | Matthew Margeson | Hans Zimmer                                                |
| Direttore della fotografia | Bojan Bazelli                                               | Gabriel Beristáin                        | Sharone Meir | Lukas Ettlin                                               |
| Montatore/i                | Craig Wood                                                  | Michael N. Knue                          | Jeremiah O'Driscoll Steve Mirkovich | Sheila Moreland                                            |
| Case di produzione         | BenderSpink Parkes/MacDonald Productions                    | BenderSpink Parkes/MacDonald Productions | Parkes/MacDonald + Imagenatation Vertigo Entertainment                                                                                  | BenderSpink Parkes/MacDonald Productions                   |
| Distributore               | DreamWorks Pictures                                         | DreamWorks Pictures                      | Paramount Pictures | DreamWorks Pictures                                        |
| Data di uscita             | 18 ottobre 2002                                             | 18 marzo 2005                            | 3 febbraio 2017 | 8 marzo 2005                                               |
| Durata                     | 115 minuti                                                  | 110 minuti                               | 102 minuti | 17 minuti                                                  |

## Accoglienza
Il romanzo originale del 1991 Ring ha venduto 500 000 copie entro gennaio 1998 e 1,5 milioni di copie entro luglio 2000.

### Performance al botteghino
| Film                    | Data di uscita  | Incassi al botteghino          | Incassi al botteghino       | Incassi al botteghino | Budget        |
| Film                    | Data di uscita  | Giappone                       | Corea del Sud               | Altri stati           | Budget        |
| ----------------------- | --------------- | ------------------------------ | --------------------------- | --------------------- | ------------- |
| Ring                    | 31 gennaio 1998 | ¥1.700.000.000                 | ₩341.970.000                | $6.261.738            | $1,5 milioni  |
| The Spiral              | 31 gennaio 1998 | ¥1.700.000.000                 | ₩25.482.000                 | N.D.                  | ?             |
| Ring 2                  | 23 gennaio 1999 | ¥3.570,000.000                 | ₩771.180.000                | $117.493              | ?             |
| Ring 0: The Birthday    | 22 gennaio 2000 | ¥1.600.000.000                 | ₩40.642.000                 | N.D.                  | ?             |
| Sadako 3D               | 12 maggio 2012  | ¥1.350.000.000                 | ₩1.128.635.032              | $3,486,438            | ?             |
| Sadako 3D 2             | 30 agosto 2013  | ¥688.494.993                   | ₩92.668.200                 | $1.375.682            | ?             |
| La battaglia dei demoni | 18 giugno 2016  | ¥1.000.000.000                 | ₩202.716.000                | $704.922              | ?             |
| Sadako                  | 24 maggio 2019  | ¥164.000.000                   | N.D.                        | N.D.                  | ?             |
| Totale regionale        |                 | ¥11.772.494.993 ($142.079.440) | ₩2.603.293.232 ($2.367.292) | $11.946.273           | $1,5 milioni+ |
| Totale mondiale         |                 | $156.495.481                   | $156.495.481                | $156.495.481          | $1,5 milioni+ |

| Film       | Data di uscita  | Incassi al botteghino | Incassi al botteghino | Incassi al botteghino | Budget       | Note   |
| Film       | Data di uscita  | Nord America          | Altri stati           | In tutto il mondo     | Budget       | Note   |
| ---------- | --------------- | --------------------- | --------------------- | --------------------- | ------------ | ------ |
| The Ring   | 18 ottobre 2002 | $129.128.133          | $120.220.800          | $249.348.933          | $48 milioni  | [ 36 ] |
| The Ring 2 | 18 marzo 2005   | $76.231.249           | $87.764.700           | $163.995.949          | $50 milioni  | [ 37 ] |
| The Ring 3 | 3 febbraio 2017 | $27.793.018           | $55.287.872           | $83.080.890           | $25 milioni  | [ 38 ] |
| Totale     | Totale          | $233.152.400          | $263.273.372          | $496.425.772          | $123 milioni | [ 39 ] |

| Film | Data di uscita | Incassi al botteghino (Corea del Sud) | Budget |
| ---- | -------------- | ------------------------------------- | ------ |
| Ring | 12 giugno 1999 | ₩1.994.124.000 ($1.689.326)           | ?      |

| Film giapponesi | Film americani | Film sudcoreano | Totale botteghino |
| --------------- | -------------- | --------------- | ----------------- |
| $156.495.481    | $496.425.772   | $1.689.326      | $654.610.579      |

### Critica e risposta del pubblico
| Film                    | Rotten Tomatoes      | Metacritic         | CinemaScore |
| ----------------------- | -------------------- | ------------------ | ----------- |
| Ring                    | 97% (38 recensioni)  | N.D.               | N.D.        |
| Ring 2                  | 0% (13 recensioni)   | N.D.               | N.D.        |
| The Ring                | 71% (206 recensioni) | 57 (36 recensioni) | B−          |
| The Ring 2              | 20% (189 recensioni) | 44 (37 recensioni) | C+          |
| La battaglia dei demoni | 48% (21 recensioni)  | N.D.               | N.D.        |
| The Ring 3              | 8% (111 recensioni)  | 25 (23 recensioni) | C−          |
| Sadako                  | 22% (23 recensioni)  | N.D.               | N.D.        |

Nella sua recensione di Sadako (2019), il critico cinematografico e psicanalista Pieter-Jan Van Haecke ha osservato che mentre Sadako non funziona come un film horror, la tensione atmosferica che contraddistingue i film lo trasforma in un'esperienza piacevole.

## Film non ufficiali
Nel 2015 è uscito Hikiko-san vs Sadako (o semplicemente Hikiko vs Sadako), diretto da Nagaoka Hisaaki. Mentre la copertina del DVD presenta un personaggio simile a Sadako che emerge da un pozzo, il personaggio nel film si chiama Sadako Takamura.
Nel 2016 e nel 2017, sono usciti Bunshinsaba vs Sadako e Bunshinsaba vs Sadako 2, entrambi diretti da River Huang, un crossover con la serie di film Bunshinsaba. Un terzo film, Bunshinsaba vs Sadako 3, è attualmente in lavorazione.
The Return of Sadako (贞子归来), uscito nel 2018, è stato il primo film cinese di Ring stand-alone realizzato dopo il film crossover Bunshinaba vs. Sadako del 2016; prodotto da Scarecrow Pictures, gli assassini del film sono stati ribattezzati come le sorelle Sadako e Kawako, fuggite in Cina insieme al padre dopo lo scoppio della seconda guerra sino-giapponese, prima di mettersi l'uno contro l'altro per amore di un ragazzo giapponese; anni dopo viene scoperto un proiettore nella loro casa con le loro anime impresse su di esso. Sebbene il film sia stato commercializzato come un sequel non ufficiale di Sadako 3D 2, in realtà è un remake.